# Labinot-Mal alközség
Labinot-Mal alközség Albánia középső részén, a Shkumbin folyó jobb partján, Elbasantól légvonalban 12, közúton 22 kilométerre észak–északkeleti irányban. Elbasan megyén belül Elbasan község része, központja Labinot-Mal falu. További települései Bena, Dritas, Gur i Zi, Lamolla, Lugaxhia, Qafa, Qerret, Serica és Shmil. A 2011-es népszámlálás alapján Labinot-Mal alközség népessége 5291 fő. A vidék a második világháború során, 1942–1943-ban nyert történelmi jelentőséget, mint az Albán Kommunista Párt vezetőségének fő bázisa és az ország jövőjét meghatározó labinoti konferenciák helyszíne.

## Fekvése
A Krrabai-hegység délkeleti részét alkotó Labinoti-hegyvidék határozza meg a terület földrajzi képét. Keleti peremén, a Zaranika-patak völgyében még 400-500 méteres tengerszint feletti magasságú völgyoldal húzódik, délkeleten pedig a Xibraka-patak völgyének dombvidéke terül el (egyetlen települése Serica), de Labinot-Mal nagy részét a helyenként 1300 métert is meghaladó, erdő borította vonulatok és hegycsúcsok foglalják el. Ez a régió a Shkumbinba ömlő Zaranika-, Gurra- és Xibraka-patakok forrásvidéke.

## Története
A nehezen járható, félreeső vidék a második világháborúban fontos szerepet játszott az albán történelem alakulásában. Miután az Olasz Királyság 1939 áprilisában megszállta az országot, mérnökeik króm- és vasérclelőhelyekre bukkantak Labinot környékén. 1940 áprilisában meg is indultak a kitermelt ércet a durrësi kikötőbe szállító durrës–elbasan–labinoti normál nyomtávú vasútvonal építési munkálatai, de a Shkumbin-völgyét is érintő görög–olasz háború eseményei megakasztották a folyamatot.
1942-től a megszállók ellen küzdő Albán Kommunista Párt és a Nemzeti Felszabadítási Mozgalom vezetőinek fő bázisa volt a labinoti hegyvidék. Az albán kommunistákat a pártszervezésben segítő jugoszláv kommunisták, Blažo Jovanović és Dušan Mugoša 1942 decemberében itt keresték fel Enver Hoxhát és átadták neki Josip Broz Tito üzenetét, amelyben a pártegység és a pártfegyelem megtartására vonatkozó tanácsokkal látta el, illetve pártkongresszus megszervezésére ösztönözte Hoxhát. Az Albán Kommunista Párt első kongresszusára három hónappal később, 1943. március 17-e és 22-e között került sor Labinot-Malban, amelyen a küldöttek megegyeztek a fegyveres ellenállás megszervezésének kereteiben, a Nemzeti Felszabadítási Hadsereg megalapításának szükségességében, végül pedig megalakították a párt központi bizottságát, a párt főtitkárának megválasztották Enver Hoxhát. A következő labinoti konferenciára 1943. július 4-éig kellett várni, ennek során megalakították a Nemzeti Felszabadítási Hadsereget és kinevezték a vezérkar tagjait. Az új hadsereg főparancsnoka Spiro Moisiu, politikai biztosa Enver Hoxha lett, Mehmet Shehu irányítása alatt pedig megalakult a hadsereg első rohambrigádja. A harmadik labinoti konferenciára 1943. szeptember 4-e és 9-e között került sor. A Nemzeti Felszabadítási Mozgalom vezetői ennek során elkötelezték magukat a kétfrontos harc mellett, azaz az olasz megszállókat felváltó Harmadik Birodalom elleni küzdelem mellett fegyvert fogtak a jobboldali Nemzeti Front gerillái ellen is. A labinoti konferenciák sorozata jól megkomponálva irányította az eseményeket a kommunista Albánia létrehozása felé. Enver Hoxha pártfőtitkári kinevezése, majd politikai biztosként a Nemzeti Felszabadítási Hadsereg vezérkarába kerülése egyenes utat jelentett a radikalizálódás, az Albán Kommunista Párt kizárólagossága, a Nemzeti Front ellen meghirdetett testvérháborúban kiteljesedő osztályharcszemlélet győzelme felé. 1943 őszén a brit Special Operations Executive albániai szolgálatra beosztott tisztjei – David Smiley, Neil „Billy” McLean, Edmund „Trockij” Davies – még többször látogatást tettek a kommunista vezérkar labinoti sasfészkében, végül Hoxha és a kommunista vezetők a német hadsereg előrenyomulása miatt 1943. december 19-én felszámolták labinoti bázisukat.

## Nevezetességei
A természeti környezet, az erdők borította labinoti hegyvidék mellett a vidéken három épület élvez műemléki védelmet. A labinoti konferenciáknak otthont adó labinot-mali házban 1968 óta emlékmúzeum működik, kertjében korábban Enver Hoxha-szobor, Odhise Paskali műve állt. Emellett Lugaxhiában védettséget élvez Ali Disha háza, ahol az 1942–1943-as időszakban Hoxha meghúzta magát, valamint Shmilben egy hagyományos népi lakóház, az Idrizi-ház.